# Graham Oberlin-Brown
Graham Oberlin-Brown (8 de febrero de 1988) es un deportista neozelandés que compitió en remo. Ganó una medalla de plata en el Campeonato Mundial de Remo de 2010, en la prueba de dos sin timonel ligero.

## Palmarés internacional
| Campeonato Mundial | Campeonato Mundial        | Campeonato Mundial | Campeonato Mundial     |
| Año                | Lugar                     | Medalla            | Prueba                 |
| ------------------ | ------------------------- | ------------------ | ---------------------- |
| 2010               | Cambridge (Nueva Zelanda) | Medalla de plata   | Dos sin timonel ligero |